# Midland City
Midland City – miasto w Stanach Zjednoczonych, w stanie Alabama, w hrabstwie Dale. W roku 2023 miasto zamieszkiwało 2296 osób, a gęstość zaludnienia wynosiła 138,3 osoby/km².